# Joseph Duval

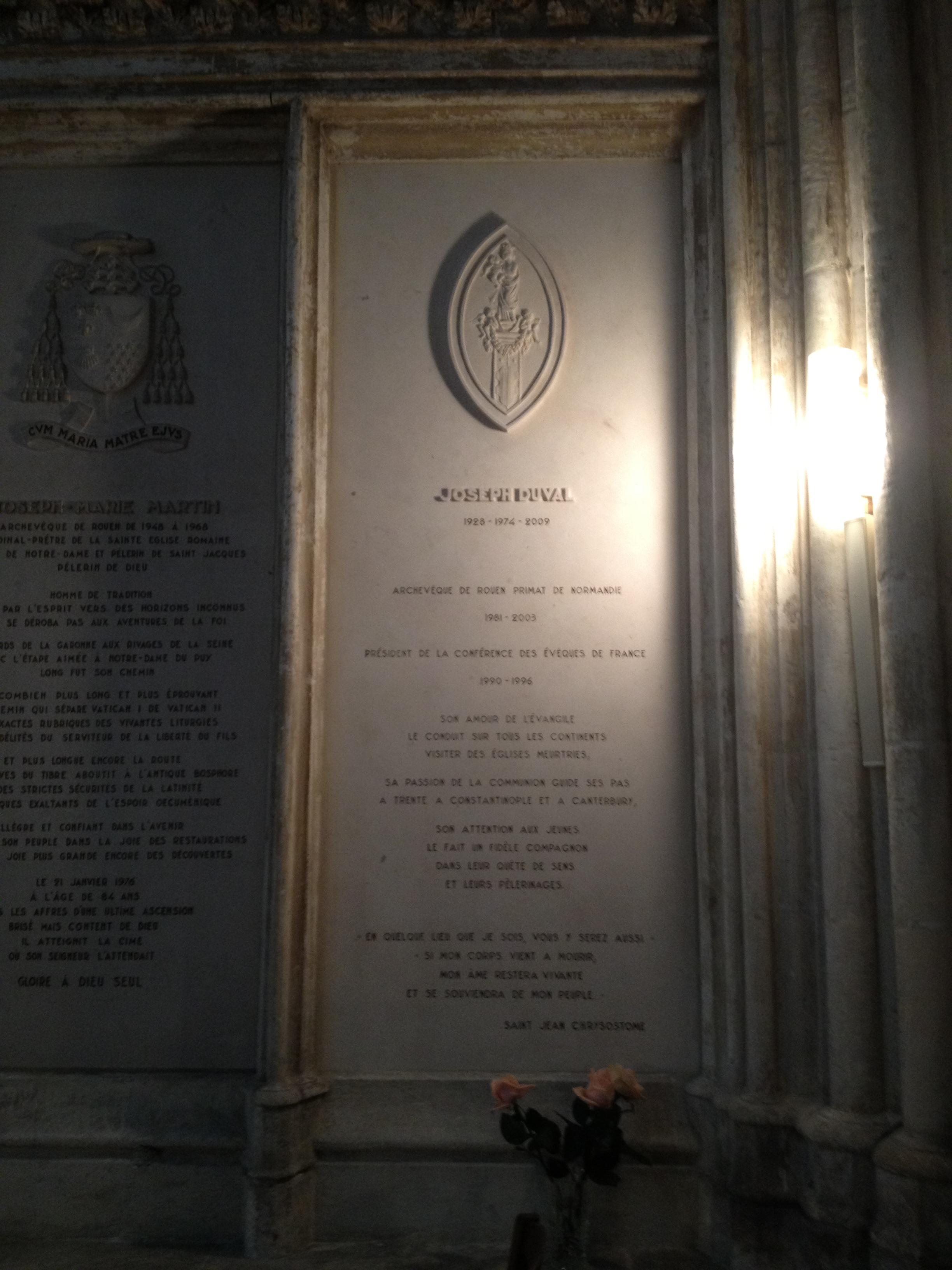
Gedenkplatte für Erzbischof Joseph Duval in der Kathedrale von Rouen

Joseph Marie Louis Duval (* 11. Oktober 1928 in Chênex, Département Haute-Savoie, Frankreich; † 23. Mai 2009 in Saint-Jorioz, Département Haute-Savoie, Frankreich) war römisch-katholischer Erzbischof von Rouen und Primas der Normandie.
Léon-Etienne Kardinal Duval, der frühere Erzbischof von Algier, war sein Onkel.

## Leben
Joseph Duval besuchte die Schule in La Roche-sur-Foron (Département Haute-Savoie) (Collège Sainte-Marie) und studierte an der Rechtswissenschaftlichen Fakultät von Paris und am Priesterseminar von Annecy. An der Päpstlichen Universität Gregoriana wurde er zum Doktor der Rechte und kanonischen Rechts promoviert. Er empfing am 8. Juni 1952 die Priesterweihe für die Diözese von Annecy. Nach kurzer Zeit als Vikar der Pfarrei Saint-Maurice d’Annecy (1957–1958), war er Professor für Kanonisches Recht (1958–1963) und Professor für Moraltheologie (1963–1971) am Seminar von Annecy. Von 1971 bis 1974 war er Bischöflicher Vikar.
Am 14. Mai 1974 wurde er durch Papst Paul VI. zum Titularbischof von Cannae und zum Weihbischof im Erzbistum Rennes ernannt. Die Bischofsweihe spendete ihm am 1. August desselben Jahres der Erzbischof von Rennes, Paul Kardinal Gouyon (1910–2000); Mitkonsekratoren waren Jean-Baptiste Sauvage (1908–1991), Bischof von Annecy, und Raymond Joseph Louis Bouchex, Weihbischof in Aix. 1978 wurde er zum Koadjutor-Erzbischof von Rouen ernannt. Papst Johannes Paul II. ernannte ihn 1981 zum Erzbischof von Rouen.
Joseph Duval war Präsident der bischöflichen Kommission für die Einheit der Christen (1984–1987), Vizepräsident (1987–1990) und Präsident der Französischen Bischofskonferenz (1990–1996). In Duvals Amtszeit als Vorsitzender fiel die Amtsenthebung des Bischofs von Evreux, Jacques Gaillot, nachdem sich dieser für die Benutzung von Kondomen sowie zugunsten von Homosexuellen, die Priesterehe und die Ordination von Frauen ausgesprochen hatte. Duval hatte sich vergeblich in Rom gegen die Amtsenthebung gewandt.
Papst Johannes Paul II. nahm am 16. Oktober 2003 den altersbedingten Rücktritt von Duval vom Amt des Erzbischofs von Rouen an. Bis zum 18. November 2003 war er Apostolischer Administrator des Erzbistums.